# Rise of the Zombies
Pour plus de détails, voir Fiche technique et Distribution.
Rise of the Zombies est un téléfilm d'horreur américain réalisé par Nick Lyon, diffusé le 27 octobre 2012 sur Syfy. Il a d'abord été projeté trois semaines plus tôt au Festival international du film de Catalogne.
Écrit par Keith Allan et Delondra Williams, le film était appelé au début Dead Walking, mais le titre a été changé. Dans ce téléfilm plusieurs stars du cinéma apparaissent comme Mariel Hemingway, Chad Lindberg, LeVar Burton et Danny Trejo.

## Synopsis
Un groupe de survivants s'est barricadé sur l'île d'Alcatraz afin d'échapper aux hordes de zombies. Les scientifiques recherchent un antidote afin d'endiguer la propagation des zombies.

## Fiche technique
- Titre original et français : Rise of the Zombies
- Genre : science-fiction, horreur

## Distribution
- Mariel Hemingway : Dr Lynn Snyder
- Ethan Suplee : Marshall
- LeVar Burton : Dr Dan Halpern
- Danny Trejo : le capitaine Caspian
- Heather Hemmens : Ashley
- French Stewart : Dr Arnold
- Chad Lindberg : Kyle
- Madonna Magee : Vivian
- Keith Allan : Tash